# Гелчев (Люблінський повіт)
Гелчев (пол. Giełczew) — село в Польщі, у гміні Високе Люблінського повіту Люблінського воєводства.
Населення — 868 осіб (2011).
У 1975-1998 роках село належало до Замойського воєводства.

## Демографія
Демографічна структура станом на 31 березня 2011 року:
|          | Загалом | Допрацездатний вік | Працездатний вік | Постпрацездатний вік |
| -------- | ------- | ------------------ | ---------------- | -------------------- |
| Чоловіки | 426     | 84                 | 270              | 72                   |
| Жінки    | 442     | 73                 | 200              | 169                  |
| Разом    | 868     | 157                | 470              | 241                  |